# Lestibudesia latifolia
Lestibudesia latifolia är en amarantväxtart som beskrevs av Carl Ludwig von Blume. Lestibudesia latifolia ingår i släktet Lestibudesia och familjen amarantväxter. Inga underarter finns listade i Catalogue of Life.